# Cantone di Quettehou
Il Cantone di Quettehou era una divisione amministrativa dell'arrondissement di Cherbourg.
È stato soppresso a seguito della riforma complessiva dei cantoni del 2014, che è entrata in vigore con le elezioni dipartimentali del 2015.
Comprendeva i comuni di:
- Anneville-en-Saire
- Aumeville-Lestre
- Barfleur
- Crasville
- Montfarville
- Morsalines
- Octeville-l'Avenel
- La Pernelle
- Quettehou
- Réville
- Sainte-Geneviève
- Saint-Vaast-la-Hougue
- Teurthéville-Bocage
- Valcanville
- Le Vicel
- Videcosville